# Казе Агостинето (Венеција)
Казе Агостинето (итал. Case Agostinetto) је насеље у Италији у округу Венеција, региону Венето.
Према процени из 2011. у насељу је живело 67 становника. Насеље се налази на надморској висини од -2 м.